# Veiga de Lila
Veiga de Lila é uma povoação portuguesa sede da Freguesia de Veiga de Lila do Município de Valpaços, freguesia com 14,37 km² de área e 233 habitantes (censo de 2021), tendo, por isso, uma densidade populacional de 16,2 hab./km².

## Demografia
A população registada nos censos foi:
| Distribuição da População por Grupos Etários | Distribuição da População por Grupos Etários | Distribuição da População por Grupos Etários | Distribuição da População por Grupos Etários | Distribuição da População por Grupos Etários |
| -------------------------------------------- | -------------------------------------------- | -------------------------------------------- | -------------------------------------------- | -------------------------------------------- |
| Ano                                          | 0-14 Anos                                    | 15-24 Anos                                   | 25-64 Anos                                   | > 65 Anos                                    |
| 2001                                         | 52                                           | 48                                           | 152                                          | 78                                           |
| 2011                                         | 20                                           | 25                                           | 124                                          | 92                                           |
| 2021                                         | 18                                           | 11                                           | 104                                          | 100                                          |

## Orago e Etimologia
Apesar do orago da freguesia de Veiga de Lila ser Santa Maria Maior, a principal festa religiosa realiza-se em honra de Santa Bárbara no segundo fim de semana de Setembro de cada ano, tendo sido edificada uma capela em honra de Santa Bárbara no monte com o mesmo nome.
Em relação à etimologia do nome deste freguesia, este deriva do latim pré-romano “baika”, que origina o topónimo Veiga que significa planície fértil com o devido sentido topográfico associado.
Em relação ao determinativo «Lila» dado a Veiga este deriva e é alusivo ao facto da localidade ser banhada pela Ribeira de Lila, afluente do Rio Rabaçal, servindo também este determinativo para distinguir esta das outras Veigas existentes no país, resultado daqui a designação de Veiga de Lila.

## Geografia
Veiga de Lila é a maior e a mais bem localizada aldeia da zona sul do município, bem como a que gera mais emprego principalmente no sector da Construção Civil e afins, nomeadamente Serralharia e Carpintaria, sendo por conseguinte o principal pólo de desenvolvimento da zona sul do concelho de Valpaços, ficando situada a cerca de 12 km da cidade e sede de concelho, Valpaços.
Esta freguesia fica situada nas abas da Serra de Santa Comba e cobre uma vasta e fértil área adjacente à Ribeira de Lila afluente do Rio Rabaçal, devendo com certeza a este factor o seu desenvolvimento, bem como à sua localização estratégica na derivação de 3 estradas municipais que servem toda a zona sul do município fazendo inclusive uma delas ligação com a A4 através do nó de acesso do Franco.

## História
O povoamento do território deve ser muito anterior ao século XII, atenta a sua situação geográfica, e já nas célebres inquirições ordenadas por D. Afonso III em 1258, foram abrangidas terras foreiras, ou melhor, reguengos de Veiga de Lila e aí se refere "que sunt querem domine regis", atestando assim a importância do Vale do Lila e consequente importância da localidade para a coroa.
Constituído o concelho de Carrazedo de Montenegro, depois do século XVI, a freguesia de Veiga de Lila, já instituída e com e designação e título de vila rústica foi-lhe atribuída, e nele se conservou até à extinção deste em 1853. Tudo isto veio no seguimento das Guerras Liberais, subsequente Revolução de Setembro implementação das reformas do Setembrismo, com a promulgação do novo Código Administrativo por parte de Passos Manuel, que ditou de imediato a extinção em 31 de dezembro de 1836 de 466 concelhos, passando nessa altura o pais a ficar divido em 18 Distritos que passaram a ser dirigidos por administradores-gerais, estes por sua vez divididos em concelhos (atuais municípios), que se passaram a dividir em freguesias dirigidas por regedores.
Sendo assim, a reforma administrativa de Portugal continuou nos anos seguintes à Revolução de Setembro, e a extinção do concelho de Carrazedo de Montenegro acabou por se dar por Decreto de 31 de dezembro de 1853, transitando nessa data Veiga de Lila para o concelho (atual município) de Valpaços do qual continua a fazer parte até aos nossos dias.
Em 31 de março de 1989, a rebate do sino, 800 pessoas juntaram-se em Veiga do Lila e protagonizaram um dos maiores protestos ambientais que alguma vez aconteceram em Portugal, destruindo 200 hectares de eucalipto que uma empresa de celulose andava a plantar na quinta do Ermeiro, a maior propriedade agrícola da região.

## Património

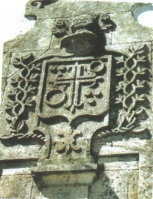
Pedra de Armas da Família Carvalhal.

De entre tudo destaca-se pela sua imponência e grandiosidade a Igreja Matriz de Veiga de Lila, em estilo Barroco e datada da 1ª metade do séc XVIII é símbolo vivo da importância histórica da localidade, sendo a instituição paroquial desta freguesia efetuada no final do século XIV., ou do início do Séc. XV.
A instituição da paróquia fez-se na velha ermida medieval de Santa Maria, que ainda hoje é o orago da freguesia existindo já a primitiva Igreja no tempo dos Godos, onde foi estabelecida uma grande irmandade, cujos estatutos foram aprovados pelo Cardeal D. Veríssimo de Lencastre, Arcebispo de Braga, sendo que este templo foi muito concorrido por peregrinações que se realizavam durante todo o ano.
É também de referir a capela de Santa Bárbara localizada no monte de Santa Bárbara de onde é possível obter uma vista privilegiada da Serra de Santa Comba que é um verdadeiro ex-líbris do Município de Valpaços pela sua vasta mancha florestal, bem como uma bela vista sobre grande parte dos municípios de Valpaços e de Mirandela.
Destaca-se também o Solar e a Pedra d' Armas da Família Carvalhal, bem como a capela de Santo António pertença da Família Carvalhal.
De realçar também os vestígios de um castro no monte de Santa Bárbara (Castro de Santa Bárbara), situado neste monte fortificado inicialmente em sistema castrejo e em fortaleza mais tarde.
A freguesia de Veiga de Lila possui também um vasto número de Moinhos de água, um deles ainda em bom estado de conservação e a operar.

## Festas e Romarias
Apesar do orago da freguesia ser Santa Maria Maior, a principal festa religiosa realiza-se em honra de Santa Bárbara no segundo fim de semana de setembro de cada ano, tendo sido edificada uma capela em honra de Santa Bárbara no monte com o mesmo nome.
No mês de maio realiza-se também uma festa apenas de cariz religioso em honra de N.ª Senhora de Fátima.